# Hovsta landskommun
Hovsta landskommun var en tidigare kommun i Örebro län i Närke.

## Administrativ historik
Den bildades då 1862 års kommunalförordningar trädde i kraft, i Hovsta socken i Örebro härad. 
Vid kommunreformen 1952 uppgick den i storkommunen Axbergs landskommun. Området ingår numera i Örebro kommun.

## Politik

### Mandatfördelning i Hovsta landskommun 1938-1946
| 9 | 6 | 3 |

| 18 |

| 9 | 6 | 3 |

| 17 |

| 1 | 8 | 4 | 3 | 2 |

| 16 |